# Třída HSY-55
Třída HSY-55 je třída hlídkových lodí řeckého námořnictva. Někdy bývají kategorizovány jako korvety. Obě postavené jednotky jsou stále v aktivní službě.

## Stavba
Stavba dvou jednotek této třídy s opcí (právem) na třetí byla objednána v únoru 1989 u řecké loděnice Hellenic Shipyards ve Skaramangasu. Plavidla byla dokončena v letech 1993–1994, přičemž oficiálně zahájila službu 30. června 1995.
Jednotky třídy HSY-55:
| Jméno            | Kýl založen   | Spuštění na vodu | Dokončení      | Status  |
| ---------------- | ------------- | ---------------- | -------------- | ------- |
| Pyrpolitis (P57) | leden 1991    | 16. září 1992    | 4. května 1993 | aktivní |
| Polemistis (P61) | 16. září 1992 | 21. června 1993  | 16. dubna 1994 | aktivní |

## Konstrukce
Plavidla jsou vybavena systémem řízení palby Alenia NA 20, střeleckým radarem RTN-10X, navigačním radarem Decca 1226 a přehledovým radarem Thomson-CSF Triton. Kromě 36 členů posádky mohou přepravovat až 25 vojáků. Jsou vybavena dvěma inspekčními čluny RHIB na zádi. Výzbroj tvoří jeden 76mm kanón OTO Melara na přídi, jeden 40mm kanón Bofors na zádi a dva 20mm kanóny Oerlikon. V případě potřeby je možné instalovat protilodní střely Boeing Harpoon. Pohonný systém tvoří dva diesely Wärtsilä Nohab 16V25 o celkovém výkonu 10 000 hp. Nejvyšší rychlost dosahuje 23,8 uzlu.